# Heinz-Dieter Winter
Heinz-Dieter Winter (* 23. November 1934 in Wittenberge, Prignitz) ist ein ehemaliger DDR-Diplomat, Botschafter in Kambodscha, Tunesien, Syrien und Jordanien sowie stellvertretender Minister für auswärtige Angelegenheiten.

## Leben
Nach dem Abitur studierte Winter von 1955 bis 1959 Geschichtswissenschaft und Slawistik an der Martin-Luther-Universität Halle-Wittenberg. Er wurde dort im Jahr 1965 zum Doktor der Philosophie promoviert. Von 1960 bis 1990 war er im Auswärtigen Dienst der Deutschen Demokratischen Republik tätig: 1961 bis 1962 Attaché der Botschaft in Vietnam, 1966 bis 1967 1. Sekretär der Auslandsvertretung in Algerien, 1968 bis 1971 zunächst Repräsentant, danach Botschafter der DDR in Kambodscha, 1973 bis 1976 Botschafter in Tunesien, 1977 bis 1981 Botschafter in Syrien und Jordanien, 1981 bis 1986 zunächst Stellvertreter, danach Leiter der Abteilung Naher und Mittlerer Osten im Außenministerium der DDR und 1986 bis 1990 Stellvertreter des Ministers für Auswärtige Angelegenheiten.
Er ist Mitglied des Verbandes für internationale Politik und Völkerrecht e. V., des Nahostforums Berlin e. V. und der „Initiative of Diplomats for Peace with the Islamic World.“
Winter ist Autor von Publikationen zu Problemen des Nahen und Mittleren Ostens und des Islamismus.
Winter ist seit Mitte der 1980er Besitzer des zu Zehdenick gehörenden Wohnplatzes Deutschboden in der Schorfheide und tritt als solcher in der Verfilmung von Moritz von Uslars nach diesem Wohnplatz benannten Roman Deutschboden auf.

## Veröffentlichungen
- Der Nahe und Mittlere Osten am Ende des Ost-West-Konflikts. Politische und ideologische Orientierungen der Region zwischen Maghreb und Golf. trafo verlag, Berlin 1998, ISBN 3-89626-193-2.
- Von Hanoi bis Damaskus. Stationen eines Diplomaten der Deutschen Demokratischen Republik. Verband für Internationale Politik und Völkerrecht e.V., Berlin 2013.
- Erinnerungen aus der Zentrale. Teil I: Der Weg eines DDR-Diplomaten in der Zeit von "Glasnost" und "Perestroika". Verband für Internationale Politik und Völkerrecht e.V., Berlin 2014.
- Erinnerungen aus der Zentrale. Teil II: Diplomatische Arbeit in Zeiten der Krise und der "Wende". Verband für Internationale Politik und Völkerrecht e. V., Berlin 2014.
- Meine Kindheit in Wittenberge 1945. In: Prignitzer Heimat, Heft 64, 2018
- Meine Entdeckung Deutschbodens. In: Mitteilungen des Uckermärkischen Geschichtsvereins zu Prenzlau, Heft 27, 2020